# 矢島祐利
矢島 祐利（やじま すけとし、1903年〈明治36年〉5月2日 - 1995年〈平成7年〉8月12日）は、日本の科学史家。

## 来歴・人物
1903年、栃木県安蘇郡界村（現：佐野市）に生まれる。中学卒業後、一高（旧制）を経て、東京帝国大学に入学。中村清治、寺田寅彦、田丸卓郎の指導を受ける。1926年、東京帝国大学理学部物理学科を卒業。同大学工学部講師を経て、1941年から1945年まで京城帝国大学教授。日本に引き揚げ後はGHQに勤務。1949年より東京物理学校講師、のち校名変更で1950年より東京理科大学教授。1969年「電磁理論の発展史」で東京理科大学より理学博士の学位を取得。1973年、定年退職。
東京理科大学名誉教授、国際科学史アカデミー会員。1995年8月13日死去。
ファラデーの『ロウソクの科学』などを翻訳・紹介。江戸時代の物理科学史、電磁気学史、アラビア科学史など。妻は矢島せい子、オリエント学者の矢島文夫は息子。妻の兄弟姉妹に沢村国太郎や沢村貞子、加東大介がおり、親族に俳優が多数いる。

## 著作

### 単著
- 『科学者と科学』鉄塔書院、1930年6月。 NCID BN13814280。全国書誌番号:46084475。
- 『近世物理学史序説』鉄塔書院、1931年12月。 NCID BN11034597。全国書誌番号:46081958。
- 『ファラデー』岩波書店〈岩波新書〉、1940年7月。 NCID BN00954709。全国書誌番号:46045744。
- 『電磁理論の発展史』河出書房〈物理学集書 9〉、1947年11月。 NCID BN11120826。全国書誌番号:46015382。
- 『科学史と科学』扶桑書房、1948年1月。 NCID BN16142939。全国書誌番号:46014772 全国書誌番号:60007353。
- 『科学的断片』理学社、1948年5月。 NCID BA30011178。全国書誌番号:46014959 全国書誌番号:50003644 全国書誌番号:55013188。
- 『科学文学』アルス〈アルス選書〉、1948年7月。 NCID BA43506967。全国書誌番号:48011218 全国書誌番号:60007607。
- 『ジェームス・P・ジュール エネルギーの原則』日本科学社、1949年1月。 NCID BA32989111。全国書誌番号:49003239 全国書誌番号:53016708。
- 『科学概論と科学史』河出書房、1949年3月。 NCID BN07679872。全国書誌番号:46014771 全国書誌番号:48005350。
- 『物理学史』朝倉書店〈科学技術史全書〉、1949年4月。 NCID BN12374819。全国書誌番号:49000612。
- 『物理学史の断面』青山書院、1949年7月。 NCID BN14685150。全国書誌番号:49007105。
- 『世界の科学・日本の科学』弘文堂〈アテネ文庫 78〉、1949年10月。 NCID BN16029845。全国書誌番号:49007922。
- 『寺田寅彦』岩波書店、1949年10月。 NCID BN10288250。全国書誌番号:49010630。
- 『マックスウェル』岩波書店〈科学史をつくる人々〉、1950年1月。 NCID BN12976141。全国書誌番号:49012021。
- 『近世科学史』弘文堂〈アテネ文庫 9〉、1950年4月。 NCID BN0200569X。全国書誌番号:50002197。
- 『電磁気学史』岩波書店〈岩波全書 109〉、1950年9月。 NCID BN00954753。全国書誌番号:50004221。
- 『世界の科学者』筑摩書房〈中学生全集 18〉、1950年11月。 NCID BN14912660。全国書誌番号:45020910。
- 『科学思想史入門』修道社〈現代選書〉、1956年3月。 NCID BN04824523。全国書誌番号:56005213。
- 『アラビア科学の話』岩波書店〈岩波新書〉、1965年2月。 NCID BN01795917。全国書誌番号:65005227。復刊1991年
- 『アラビア科学史序説』岩波書店、1977年3月。 NCID BN01281079。全国書誌番号:77018899。
- 『一科学史家の回想 アインシュタイン来日から六十年』恒和出版〈恒和選書 3〉、1980年11月。 NCID BN01588741。全国書誌番号:81022394。
  - 改題 『科学史とともに五十年』中央公論社〈中公文庫〉、1993年12月。ISBN 9784122020566。 NCID BN1014513X。全国書誌番号:94029148。

### 共著
- 矢島祐利、矢島せい子『家事と雑用』岩波書店〈岩波婦人叢書〉、1953年5月。 NCID BN02522319。全国書誌番号:53004642。

### 編集
- 『歴史年表・学者年表』岩波書店〈岩波講座物理学及び化学 別項 1 E〉、1931年7月。 NCID BA47480231。全国書誌番号:46077972。
- 『すみれぐさ』矢島祐利、1938年6月。全国書誌番号:44055248。
- 矢島せい子『矢島せい子の足跡』ドメス出版、1989年1月。 NCID BN03763070。全国書誌番号:90008400。
- 矢島せい子『矢島せい子文集 あらくさの花』ドメス出版、1989年12月。 NCID BA53500672。全国書誌番号:90025707。

### 共編
- 矢島祐利、石田周三 編『科学用語辞典』弘文堂〈アテネ文庫 153〉、1951年5月。 NCID BA89971262。全国書誌番号:51004033。
- 矢島祐利、野村兼太郎 編『学術編』洋々社〈明治文化史 第5巻〉、1954年12月。 NCID BN01863110。全国書誌番号:50007362。
  - 矢島祐利・野村兼太郎 編『学術編』（新装版）原書房〈明治文化史 第5巻〉、1979年11月。 NCID BN02162676。全国書誌番号:80003650。

### 翻訳
- ジョン・チンダル『アルプスの氷河』 第1部（主に談話的）、岩波書店〈岩波文庫〉、1932年5月。 NCID BN01810555。全国書誌番号:47029563。
- ジョン・チンダル『アルプスの氷河』 第2部（主に科学的）、岩波書店〈岩波文庫〉、1932年9月。 NCID BN01810555。全国書誌番号:47029563。
- チンダル『アルプスの旅より』岩波書店〈岩波文庫〉、1933年4月。 NCID BN10189485。全国書誌番号:47029575。
- ファラデー『蝋燭の科学』クルックス編、岩波書店〈岩波文庫〉、1933年12月。 NCID BN05138168。全国書誌番号:47038480。
  - ファラデー『ロウソクの科学』 岩波文庫、改版1956年。ISBN 978-4003390917
- チンダル『アルプス紀行』岩波書店〈岩波文庫〉、1934年7月。 NCID BN12494297。全国書誌番号:47029602。
  - ジョン・チンダル『増訂新版 アルプス紀行』岩波文庫、1957年、復刊1987年、1996年。ISBN 978-4003392218
- ヘルムホルツ『力の恒存について』岩波書店〈岩波文庫〉、1949年2月。 NCID BN08377711。全国書誌番号:46015230 全国書誌番号:77102655。
- チンダル『アルプスの旅より』養徳社、1950年7月。 NCID BN13029022。全国書誌番号:50004693。
- コペルニクス『天体の回転について』岩波書店〈岩波文庫〉、1953年5月。 NCID BN00920751。全国書誌番号:53003961。
- S.メイスン『科学の歴史 科学思想の主なる流れ』 上、岩波書店、1955年12月。 NCID BN07203726。全国書誌番号:56001403。
- S.メイスン『科学の歴史 科学思想の主なる流れ』 下、岩波書店、1956年2月。 NCID BN07203726。全国書誌番号:56001349。
- ジョン・チンダル『発見者ファラデー』（第4版）社会思想社〈現代教養文庫 787〉、1973年7月。 NCID BN02517104。全国書誌番号:73021346。

### 共訳
- マイケル・ファラデー 著、矢島祐利・稲沼瑞穂 訳『電気学実験研究』 第1、岩波書店〈岩波文庫〉、1941年12月。 NCID BN11279608。全国書誌番号:46015329。
  - マイケル・ファラデー 著、矢島祐利・稲沼瑞穂 訳『電気学実験研究』 第1（再版）、岩波書店〈岩波文庫〉、1948年12月。 NCID BN14354142。全国書誌番号:48003903。
- マイケル・ファラデー 著、矢島祐利・稲沼瑞穂 訳『電気学実験研究』 第2、岩波書店〈岩波文庫〉、1945年7月。 NCID BN11279608。
- ウィリアム・ウィルソン 著、矢島祐利・大森実 訳『近代物理学史』講談社、1973年10月。 NCID BN00732966。全国書誌番号:69003388。
- C.ブラッカー、M.ローウェ 編、矢島祐利・矢島文夫 訳『古代の宇宙論』海鳴社、1976年7月。 NCID BN01294106。全国書誌番号:69002656。
- マイケル・ファラデー 著、矢島祐利・稲沼瑞穂 訳『電気実験』 上巻、内田老鶴圃新社〈古典化学シリーズ 10〉、1980年4月。 NCID BN00695746。全国書誌番号:80024954。
- マイケル・ファラデー 著、矢島祐利・稲沼瑞穂 訳『電気実験』 下巻、内田老鶴圃新社〈古典化学シリーズ 10〉、1980年5月。 NCID BN00695746。全国書誌番号:80028704。